# Меншиков, Александр Александрович
Светлейший князь Александр Александрович Меншиков (1 марта 1714 — 27 ноября 1764) — генерал-аншеф, из рода Меншиковых.

## Биография
Был третьим сыном (первые два сына умерли в младенчестве) в семье «полудержавного властелина» Александра Даниловича Меншикова (1673—1729) и его супруги Дарьи Михайловны (ум. 1728). Родился 1 марта 1714 года. Воспитывался вместе с сёстрами Марией и Александрой. Получил прекрасное образование. А. Д. Меншиков писал супруге в 1718 году: «Зело от сердца радуюсь, что при помощи божии дети наши учатца». А. А. Меншиков изучал русский, латинский, французский и немецкий языки; Закон Божий, историю, географию, арифметику и фортификацию.
В 1726 году определён поручиком в Преображенский лейб-гвардии полк и назначен камергером к императрице Екатерине. Бурхард Кристоф Миних в своих записках писал: 

Его единственный сын, в настоящее время премьер-майор гвардейского Преображенского полка. Ещё будучи в школе, был произведён в камергеры императрицы и пожалован орденом Св. Екатерины и прусского Чёрного Орла; таким образом, всё было сделано для упрочения положения молодого князя, и его заранее видели будущим обер-камергером императрицы и во главе гвардии, как только он достигнет совершеннолетия— Очерк, дающий представление об образе правления Российской империи
Император Пётр II в первый же день своего правления удостоил 13-летнего А. А. Меншикова чина обер-камергера и пожаловал кавалером ордена Святого Андрея Первозванного. Однако в дальнейшем его служба при дворе была трудной.

Около государя в числе сверстников был сын Меншикова; Пётр, разозлённый на его отца, мстил сыну и бил до того, что тот кричал и молил о пощаде.
Заключив помолвку дочери Марии с императором Петром, Меншиков прочил женить Александра на великой княжне Наталье.
Однако вследствие закулисных интриг высших государственных чиновников и придворных 8 сентября 1727 года Александр Данилович Меншиков был лишен всех занимаемых должностей, имущества, титулов по обвинению в злоупотреблениях и казнокрадстве и сослан со своей семьёй в сибирский городок Берёзов Тобольской губернии. 14 октября у семьи были изъяты драгоценности и ордена. Орден святой Екатерины, изъятый у А. А. Меншикова, царь отдал своей сестре Наталье, а орден Александра Невского — Ивану Долгорукову.
Через полгода жизни в Берёзове Меншиковы заболели оспой. От неё скончались А. Д. Меншиков и его старшая дочь Мария. Александр и Александра поправились. Оставшиеся сиротами (княгиня Меншикова скончалась ещё в 1728 году), брат и сестра были возвращены из ссылки в 1731 году в царствование императрицы Анны Иоанновны. Им была возвращена часть имущества отца: мужская и женская одежда, постельное бельё и столовая посуда медная и оловянная. Однако драгоценности Меншиковых были оставлены в императорском доме. Наиболее ценные предметы Пётр II подарил Наталье Алексеевне. Серебряная посуда весом около центнера по приказу графа Остермана позднее была передана для «убора гробу царевны». На изготовление короны для коронации императора использовали бриллианты, алмазы, жемчуг и изумруды, извлечённые из пуговиц, портретов, запонок, петлиц.

4 мая 1732 года состоялась свадьба Александры Александровны и генерал-майора и гвардии майора Густава Бирона, младшего брата фаворита Эрнста Иоганна Бирона. Возможно, этот брак был заключён с целью получить доступ к иностранным вкладам Меншикова, наследниками которых были его дети. Вильбоа писал: 
В описях имения и бумаг Меншикова нашли, что у него находились значительные суммы в банках Амстердамском и Венецианском. Русские министры неоднократно требовали выдачи сих сумм на том основании, что всё имение Меншикова принадлежало правительству русскому по праву конфискации. Но требования не были исполнены, ибо директоры банков, строго следуя правилам своих заведений, отказывались отдать капиталы кому бы то ни было, кроме того, кто положил их, и отдали их тогда только, когда утвердились, что наследники Меншикова были на свободе и могли распоряжаться своим достоянием. Полагали, что сии капиталы, простиравшиеся более нежели на полмиллиона рублей, обращены были в приданое княжне Меншиковой и что сему обстоятельству юный князь Меншиков одолжен был местом штабс-капитана гвардии …
В 1731 году А. А. Меншиков вступил прапорщиком гвардии в Преображенский полк. Участвовал во взятии Очакова (1737) и Хотина (1739) под руководством графа Б. К. Миниха; в 1738 году произведен за отличную храбрость из поручиков в капитан-поручики. В 1748 году получил чин секунд-майора; участвовал в Прусской войне. В 1757 году пожалован кавалером ордена Святого Александра Невского и чином генерал-поручика.
В 1762 году первый известил жителей Москвы о восшествии на престол императрицы Екатерины II и привел их к присяге, после чего возведён был в генерал-аншефы. Умер 27 ноября  1764 года в возрасте 50 лет и был похоронен в нижней церкви Богоявленского монастыря в Китай-городе. Впоследствии его надгробие было перенесено в Донской монастырь.

## Награды
- Орден Святой Екатерины (5.02.1727) — единственный мужчина, награждённый этим орденом[8];
- Орден Чёрного орла (5.02.1727)
- Орден Святого апостола Андрея Первозванного (25.05.1727)
- Орден Святого Александра Невского (25.05.1727)

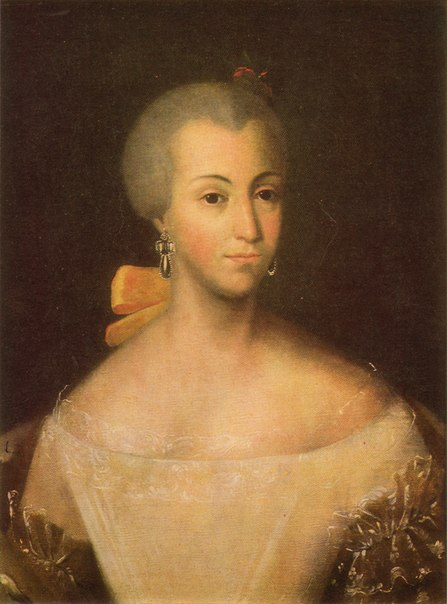
Жена, Елизавета Петровна

После падения отца лишён всех чинов и наград.
- Орден Святого Александра Невского (30.08.1757)

## Брак и дети
С 14 февраля 1742 года был женат на княжне Елизавете Петровне Голицыной (1721—1764), дочери сенатора князя Петра Алексеевича Голицына от его третьего брака с графиней Елизаветой Ивановной Мусиной-Пушкиной. Похоронена рядом с мужем в Богоявленском монастыре. В браке родились:
- Пётр (1743—1781) — женат на княжне Екатерине Алексеевне Долгорукой (1747—1791);
- Сергей (1746—1815) — сенатор, женат на княжне Екатерине Николаевне Голицыной (1764—1832);
- Дарья (1747—1817) — супруга грузинского царевича Александра Бакаровича (1726—1791);
- Екатерина (1748—1781) — супруга с 1768 года Степана Степановича Зиновьева (1740—1794), тайного советника и посланника в Мадриде.